# Purpersnedemycena
De purpersnedemycena  (Mycena pelianthina) is een paddenstoel. Hij leeft saprotroof op bladstrooisel, vooral van Fagus en eiken (Querus), in loofbossen op (matig) voedselrijke, kalkhoudende bodem.

## Kenmerken

### Uiterlijke kenmerken
Hoed
De hoed heeft een diameter van 3 tot 6 cm. De vorm is aanvankelijk puntig, daarna afgeplat, vaak wat onregelmatig golvend. Soms is er een stompe umbo. Het hygrofane oppervlak is vochtig, vettig en grijsviolet tot lichtpaars gekleurd. Opgedroogd is het vanuit het midden dof en lichtbeige tot witachtig, maar het behoudt een violette tint. De rand van de hoed is wat radiair gerimpeld en scherp indien droog en dan mat en bruingrauw gekleurd.
Lamellen
De lamellen zijn uitgebocht aan de steel gehecht, soms met een tandje. Ze staan matig ver uiteen en zijn grijspaars. De lamelsnede is paars tot bijna zwart en met vlokjes bezet. 
Steel
De cilindrische, holle en meestal rechte steel is 4–7 cm lang en 0,2–0,6 cm dik. Hij is vleeskleurig met vooral bovenaan donkere overlangse vezels. De steelvoet is bezet met wit vilt.
Geur en smaak
Het dunne, witte vruchtvlees ruikt en smaakt naar radijs. 
Sporenprint
De sporenprint is wit.

### Microscopische kenmerken
De elliptische, hyaliene sporen zijn 5–8 µm lang en 2–4 µm breed. De cystidia zijn spoelachtig en glad.

## Gelijkende taxa
Gewoon elfenschermpje (Mycena pura) kan op deze paddenstoel lijken, maar heeft geen donkere lamelsnede.

## Ecologie
De purpersnedemycena is een karakteristieke soort van mesotroof en kalkrijk eiken-haagbeukenbos. Samen met beuk (Fagus sylvatica) komt hij ook voor in schaduwrijke hellingbossen. De zwam wordt slechts zelden aangetroffen in oever- en moerassige bossen en in parken. Hij houdt van goed geventileerde, frisse tot vochtige grond, die neutraal tot sterk alkalisch is en niet te voedselrijk. In zeldzame gevallen wordt de soort aangetroffen bij berk, esdoorn en hazelnoot. De vruchtlichamen verschijnen van augustus tot in oktober solitair of in groepen op gevallen blad of mull-rijke bodem.

## Verspreiding

Europees verspreidingsgebied

In Nederland komt de purpersnedemycena matig algemeen voor. Hij staat op de rode lijst in de cateogorie Kwetsbaar .